# Issa el Saieh
Issa el Saieh, född 22 februari 1919 i Petit-Goâve utanför Port-au-Prince, död 2 februari 2005 i Port-au-Prince, var en haitisk saxofonist, orkesterledare och gallerist.
Issa el Saieh växte upp i en palestinsk invandrar- och affärsmannafamilj, som kom till Haiti från Bethlehem i början av 1900-talet. Han vistades i USA 1929-39. Han gick i skola i New York och utbildade sig där också på tenorsaxofon och klarinett för Eddie Barefield och Budd Johnson. Efter återkomsten till Haiti hade han egna band från 1942 under 1940- och 1950-talen som utvecklade en ny haitisk jazzmusik. Under 1947 hade han hjälp med musikskrivande och som pianist av Bebo Valdés. I Issas band blandades haitisk musik, jazz och afrokubansk musik. Issa gav också ut grammofonskivor på sig eget skivmärke La Belle Créole. Han fungerade mer som musikarrangör och orkesterledare än som solist. Han tog också in musiker från utlandet i bandet, till exempel Budd Johnsson och Billy Taylor. 
Under 1950-talet öppnade Issa el Saieh konstgalleriet Galerie Issa i Port-au-Prince, som blev det mest kända i Haiti. Han lanserade där många haitiska naivister, som Seymour Bottex och Alexandre Grégoire.
Omkring 1960 var Issa el Saieh under några år chef för Hôtel Oloffson i Port-au-Prince. Han var den person efter vilken Graham Greene modellerade sin romangestalt Hamit "syrianen" på Hotel Trianon, i romanen Komedianterna från 1966. I mitten av 1960-talet fängslades han av François Duvaliers diktaturregim under en månad på fabricerade anklagelser i bland andra det ökända fängelset Fort Dimanche. 

## Diskografi i urval
- 1997 El maestro et son orchestre, 1997
- 2007 La belle époque I
- 2007 La belle époqueII

## Filmer
- Maëstro Issa el Saeih, dokumentärfilm av Frantz Voltaire, 2009